# Catonephele neogermanica
Catonephele neogermanica är en fjärilsart som beskrevs av Hans Ferdinand Emil Julius Stichel 1899. Catonephele neogermanica ingår i släktet Catonephele och familjen praktfjärilar. Inga underarter finns listade i Catalogue of Life.